# Jambi (stad)
Jambi (in de koloniale tijd Djambi) is een stadsgemeente (kota, voorheen kotamadya) in de provincie Jambi op Sumatra, Indonesië. De stad is tevens de hoofdstad van de provincie. Jambi heeft 619.553 inwoners (2022) en heeft een oppervlakte van 205 km².
De stadsgemeente Jambi wordt geheel omsloten door het regentschap Muaro Jambi.
Jambi is onderverdeeld in 8 onderdistricten (kecamatan):
- Danau Teluk
- Jambi Selatan
- Jambi Timur
- Jelutung
- Kota Baru
- Pasar Jambi
- Pelayangan
- Telanaipura